# Messina (ville)
Pour les articles homonymes, voir Messina.
Messina (Musina) est une ville d'Afrique du Sud du nord de la région du Transvaal, située dans la province du Limpopo à 15 km de la frontière avec le Zimbabwe.

## Démographie et géographie
La population de la ville est de 25 000 habitants (2001) et de près de 41 000 habitants pour toute la municipalité.
La municipalité s'étend sur 11 000 hectares. Elle est constituée principalement de l'ancienne ville minière de Messina et de la localité de Nancefield. Elle comprend également une partie des zones rurales des fermes Vogelenzang, Messina, Maryland et Tempelhof situées près de la rivière Limpopo.

## Industrie locale
La ville doit son développement économique à l'exploitation de mines de fer, de cuivre, de graphite, d'amiante, de diamants et d'autres pierres semi-précieuses.

## Historique
La ville doit son nom à la tribu Musina qui vivait dans la région depuis des temps anciens. Elle avait notamment exploitée le fer et le cuivre en les combinant dans un matériau qu'elle avait baptisé Musina. 
La cité minière de Messina (déformation linguistique de Musina) fut fondée en 1904 par les autorités britanniques du Transvaal. Les concessions minières se développèrent et en 1915, une autorité locale fut instituée. 
En 1929, le poste frontière avec la ville sud-rhodésienne de Beitbridge, gérée par Messina, fut ouvert. 
Dans les années 1950, la population locale avoisinait les 10 000 habitants. En 1954, trois townships étaient aménagés. 
En 1950, la localité de Nancefield fut instituée, administrée à partir de 1978 par l'administration provinciale du Transvaal. 
Le 1er décembre 1968, la cité minière de Messina obtint le statut de ville. 
Dans les années 1980, la région est l'objet de tentative de raids ou de sabotages de militants de la branche armée de l'ANC à partir du Zimbabwe et du Botswana. Toute la famille d'un touriste afrikaner, Dick van Eck, est notamment tué par des mines anti-personnels déposés par des activistes. L'attentat était dès le lendemain revendiqué par l'ANC en exil à Lusaka. 
En 1995, Messina et Nancefield fusionnèrent pour former la municipalité de Messina, devenue Musina en 2003.